# Gian Francesco Giudice

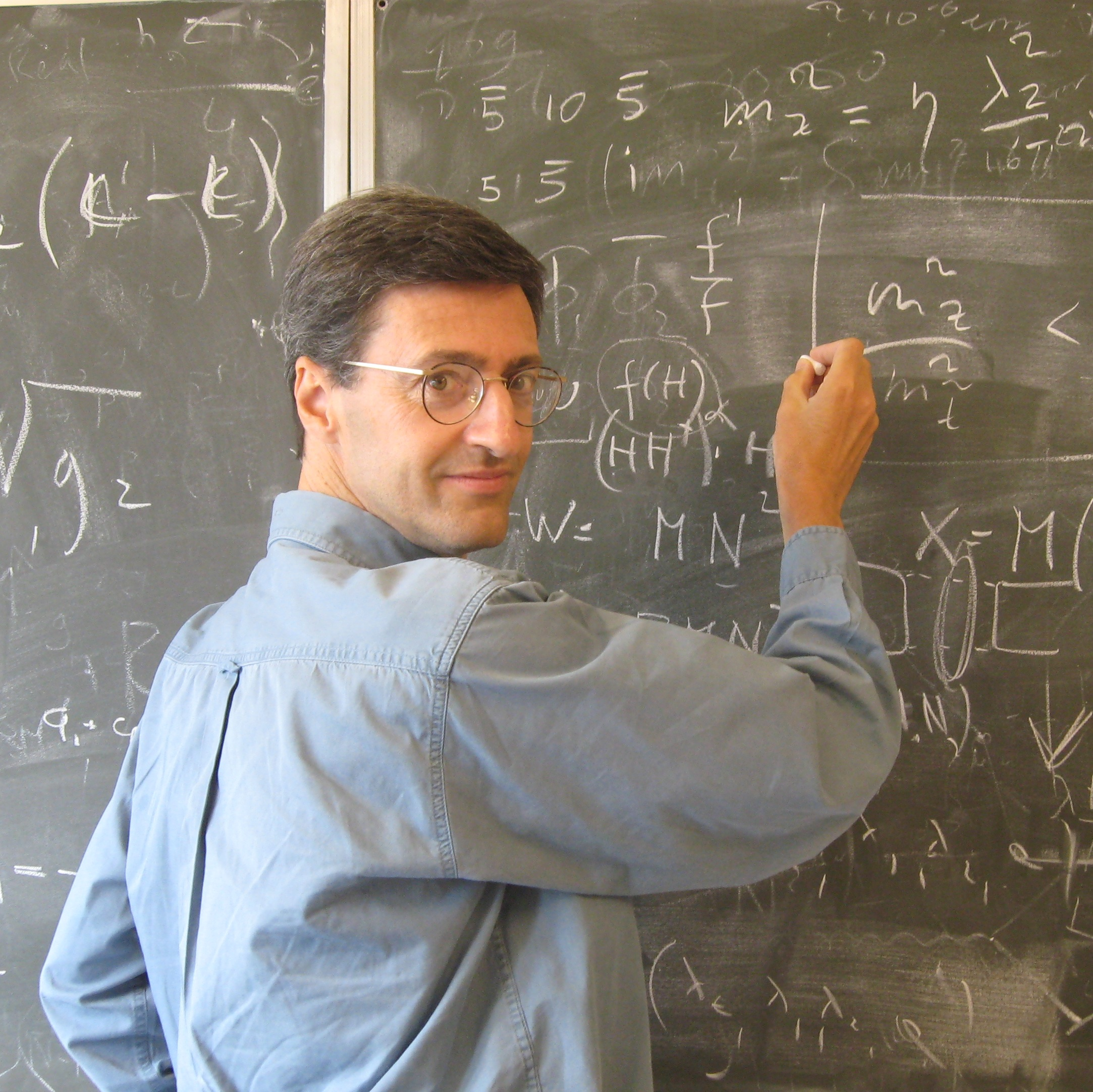
Gian Francesco Giudice

Gian Francesco Giudice (* 25. Januar 1961 in Padua) ist ein italienischer theoretischer Physiker und seit 1993 in der Abteilung für theoretische Physik des CERN tätig. 

## Leben und Wirken
Gian Francesco Giudice absolvierte die Universität Padua und promovierte (Ph.D.) in theoretischer Physik an der International School for Advanced Studies (SISSA) in Triest. Giudices wissenschaftliche Laufbahn ist seit jeher eng mit der Teilchenbeschleunigerforschung verknüpft: Vor seinem Wechsel ans CERN arbeitete er am Fermi National Accelerator Laboratory (Fermilab) bei Chicago sowie im Forscherteam um Steven Weinberg an der Universität Texas, als dort die Bauphase des Superconducting Super Collider (SSC) lief. Giudice hat über einhundert Artikel in begutachteten Wissenschaftsmagazinen veröffentlicht und damit zu unserem heutigen Kenntnisstand in Teilchenphysik und Kosmologie beigetragen. Er ist Mitglied der Accademia Nazionale dei Lincei, Istituto Veneto di Scienze, Lettere ed Arti und Galilei-Akademie der Wissenschaften und Künste. Giudice erhielt den Jacques Solvay Chair der Solvay-Konferenz für Physik (2013), Distinguished Visiting Research Chair im Perimeter Institute for Theoretical Physics (2019), Sackler Distinguished Lecturer an der Universität Tel Aviv (2020), Chandrasekhar Lecturer im Tata Institute of Fundamental Research (2022), Erwin-Schrödinger Professor an der Universität Wien (2023).  
Er ist der Autor von Odyssee im Zeptoraum, ein Buch für das breite Publikum, das den Large Hadron Collider (LHC) am CERN beschreibt und erläutert. Giudice erhielt 2013 den Jacques Solvay Chair der Solvay-Konferenz für Physik.

## Schriften (populärwissenschaftlich)
- Odyssee im Zeptoraum: Eine Reise in die Physik des LHC. Springer, Berlin/Heidelberg 2012, ISBN 978-3-642-22394-5 (Website zum Buch).